# Дідойці
Дідойці або цези (самоназвание цези, тобто орли) — народ на заході Дагестану (Цунтинський, Цумадинський, Кизлярський, Кизилюртовський, Таруцмовський, Гунібський, Хасавюртовський райони), а також на північному сході Грузії. Відносяться до цезьких народів.

## Історія
Перші згадки про дідойців датуються I ст. н. е. у давньоримського науковця Плінія Старшого, де звуться дідурами. Також згадуються вченим II ст. Клавдієм Птолемеєм. З XI ст. у гірській частині Дагестану склали конфедерацію, що боролася проти загарбників — аланів, арабів, хазарів. Втім не зуміли утворили власну державу. Тривалий час були складовою Аварської держави.
У визвольну боротьбу горян Дагестану і Чечні (1830—1859 роки) дідойці активно включилися з початку 1840-х років. Вони взяли активну участь і в антиколоніальному повстанні 1877 року. Після підкорення Дагестану дідойці перебували під кермом командувача військами на Лезгинському кордоні, а з 1860 року були включені до складу Андійського округу, як Дідойська ділянка з центром наїбства в с. Кідіро.
У радянський час дідойців було організовано у громади-джамаат, характерні кровноспоріднені спілки — тухуми. Переважала мала сім'я, до 1940-х років побутували форми нерозділеної родини.
У роки Радянської влади в Дагестані, вони були включені до складу Цумадинського району зі створенням окремої ділянки. У 1930 році на етнічній території дідойців було утворено адміністративний Дідо-Цунтинський район з райцентром в с. Кідіро, а в 1935 році райцентр перенесли до с. Шаура. У 1944 році після депортації чеченців, дідойців пересилили з Цунтинського до Веденського району, а у 1957 році, після реабілітації чеченців стався зворотний процес. Усі ці переміщення негативно позначилися на демографічному стані дідойців. Роки сталінських репресій і повоєнний період депортації для дідойців виявилися найбільш згубними. Найкращі представники дідойського народу переважно за релігійні переконання опинилися в сталінських таборах або просто були знищені.

## Мова
Дідойці розмовляють цезькою та дідойською мовою гілки нахсько-дагестанської родини. Поширені також російська, аварська і грузинська мови.
У дідойській мові розрізняються два основних діалекти: власне дідойський і сагадинський.
Власне дідойський діалект розпадається на низку говірок: асахську, кідиринську, шаїтлінську, шапіхську, елбокську. Асахська включає мови селищ Махалатлі, Терутлі, Цокох, Удок, Геназох, Шия, Хору, Іхаб, Кімятлі, Ретлоб, Чалях, Хушет, Цебарі, Хутрах. Кідиринська — мови селищ Кідиро, Зехіда, Гутатлі, Мокока, Беріх, Галотлі, Хебатлі, Азільта, Шаура. Шаітлінська — селищ Шаітлі, Геніятлі, Кітура, Хамайтлі, Хетох, Ціхок, Куїтлі, Хінох. Шапіхська — селищ Шапіхи, Межиріччя, Атар, Ціцімах, Халах, Оціх, Хупр, Віціятлі, Хібятлі, Елбок.
Усередині ж говірок власне дідойського діалекту виділяють низку підговорів: в асахській говірці — власне асахська, хутрахська, хушетська; в кідиринській говірці — власне кідирінська, мококська, шаурінська; в шаітлінській говірці — власне шаітлінська, хамайтлінська, хетохська; в шапіхській говірці — власне шапіхська, віціятлінська, хібятлінська, хупрінська. Такий поділ діалекту дідойської мови на говірки та підговірки є умовним, і вони можуть бути піддані деяким змінам. На сагадіинському діалекті розмовляють мешканці селищ Сагада, Тляцуда, Мітлуда, Мека.
Писемність у дідойців з XIX ст. була на основі арабіки, а з 1930-х років на основі кирилиці. З 1957 р в школах дідойських дітей навчають аварській мові як рідної. У 1993 році за підтримки Інституту національних проблем освіти Міністерства освіти в Москві видано експериментальний варіант дідойського (цезького) букваря «Аліпбі», а в 2004 році цей буквар витримав 2-е видання в Махачкалі. Проте викладання його в школі поки не проводиться.
Наприкінці 1999 року в Москві у видавництві «Академія» вперше вийшов «Цезько-російський словник», який включає в себе близько 7500 слів дідойської мови.
У 2009 році підготовлена до видання книга «Дідойський (цезький) фольклор», куди увійшла велика кількість казок, прислів'їв, приказок дідойського народу.

## Демографія
У XVIII налічувалося близько 80 тис. дідойців. У 1886 році, відповідно до перепису в Російській імперії, дідойців залишилося 5 тис. осіб. За переписом 2002 року, в Російській Федерації проживало 15256 дідойців, які були визначені як етнічна група в складі аварців. Перепис 2010 року зафіксував 11.683 дідойців. До цієї кількості слід додати дідойців, що мешкають у Грузії — 1000—2000 осіб. Також існує дідойська діаспора у Туреччини. З кінця 1850-х років після поразки Шаміля дідойці стали переселятися до Османської імперії. Натепер вони мешкають у селищах К'азува, Замарі-кою, Оважік, Решадие, Дереаг'зі (іль Токат) і Чітесх'ала (іль Сівас). В останнього селі було створено музей дідойського народу. За доволі приблизними відомостями у Туреччині налічує 9,5 тис. дідойців. Тут дідойців звуть есас-лезгі.

## Традиції та побут
Традиційні заняття: відгінне тваринництво, головним чином вівчарство; орне землеробство (ячмінь, жито, пшениця, овес, жито, бобові, наприкінці XIX ст.- кукурудза, картопля). Було розвинене сукноробство, вироблення шкір і овчини, ковальське ремесло, вичинка дерев'яної начиння. Поширені відхожі промисли. У радянський період значно збільшено площі під зернові, отримали розвиток садівництво та овочівництво.
Традиційний одяг загальнодагестанського типу — у чоловіків: сорочка, штани, бешмст, черкеска, бурка, овчинні шуби й папахи, в'язані вовняні чоботи, взуття з сиром'ятної шкіри, хрому, повсті, дерева та ін. Голову голили, носили вуса і бороду. Жіночий одяг: туникоподібні сукні-сорочки, штани, очіпок-накосник, вовняні й шовкові хустки, шалі, та ж взуття, як у чоловіків. До 1910-х років чоловіки та жінки взимку іноді носили штани й сорочки з овчини хутром всередину. Жіночі прикраси зі срібла: сережки, каблучки, браслети, налобні, нагрудні та ін.
Традиційна їжа борошняна і м'ясо-молочна.

## Релігія
Є мусульманами-сунітами. Збереглися пережитки культів землі, неба, світил, вогню, гір, річок, лісів, джерел та ін.